# (20161) 1996 TR66
(20161) 1996 TR66, também escrito como (20161) 1997 SZ10, é um objeto transnetuniano que está localizado no cinturão de Kuiper, uma região do Sistema Solar. Este objeto é classificado como um twotino, pois, o mesmo está em uma ressonância orbital de 1:2 com o planeta Netuno. O mesmo tem uma magnitude absoluta de 7,5 e um diâmetro estimado de 139 km.

## Descoberta
(20161) 1996 TR66 foi descoberto no dia 8 de outubro de 1996,pelos astrônomos David C. Jewitt, Chadwick A. Trujillo, Jane Luu e Jun Chen em Mauna Kea.

## Órbita
A órbita de (20161) 1996 TR66 tem uma excentricidade de 0,398 e possui um semieixo maior de 47,611 UA. O seu periélio leva o mesmo a uma distância de 28,683 UA em relação ao Sol e seu afélio a 66,539 UA.